# Obelisco alla città-eroina di Leningrado
L'obelisco alla città-eroina di Leningrado (in russo Городу-Герою Ленинграду?, Gorody-Geroju Leningradu) è un monumento situato in Piazza Vosstanija a San Pietroburgo. Installato il 12 aprile 1985, l'inaugurazione avvenne l'8 maggio dello stesso anno.
Leningrado fu inizialmente nominata "città eroina" con decreto Comandante supremo in capo Iosif Stalin il 1º maggio 1945.
L'obelisco fu costruito in conformità con il Regolamento sul più alto grado di riconoscimento (il titolo "città eroina"), approvato dal Praesidium del Soviet supremo dell'URSS l'8 maggio 1965. L'opera è stata realizzata con il patrocinio dell'Associazione dell'Ammiragliato di Leningrado.
Gli autori del monumento sono gli architetti V. S. Luk'janov e A. I. Alymov.
Gli altorilievi in bronzo furono realizzati da una squadra di scultori composta da Al'bert Čarkin, Valentin Svešnikov, Boris Petrov e A. A. Vinogradov.
I calcoli d'ingegneria furono effettuati sotto la guida dei specialisti V. M. Ivanova e B. N. Brudno.

## Descrizione
L'obelisco è un monolite verticale di granito con un'altezza totale di 36 metri, decorato con altorilievi in bronzo e con la "Stella d'oro dell'eroe" sul suo apice.
Il monumento è stato installato nel centro compositivo di una delle piazze più grandi della città, ovvero Piazza Vosstanija, e completa la parte della Prospettiva Nevskij dedicata a parate e cerimonie.
Intorno al perimetro della piazza, è circondato da edifici che sono stati distrutti nella storia di Leningrado: la stazione Moskovskij, l'Hotel Oktjabr'skaja e la stazione metropolitana Ploščad' Vosstanija.
L'intero complesso di edifici crea un unico insieme, che ricorda la storia della città durante la Grande Guerra Patriottica.
Nella parte inferiore dell'obelisco sono installati degli altorilievi ovali, sui quali sono rappresentati i momenti principali della difesa di Leningrado: il blocco, le retrovie al fronte,l'attacco e la vittoria. Su un cartiglio decorativo è presente la riproduzione dell'Ordine di Lenin e l'iscrizione "Городу-Герою Ленинграду", ovvero "Alla città eroina di Leningrado".
Sopra gli altorilievi, è presente la corona della gloria in bronzo che racchiude la base del tronco monolitico a cinque lati. All'apice dell'obelisco è presente una stella d'oro. Il testo del decreto del Presidium del Soviet supremo dell'URSS sull'assegnazione della medaglia della stella d'oro alla città, in contrasto con il regolamento sul più alto grado di distinzione di "Città eroina", non è stato posto sull'obelisco.
Diretto verso il cielo, l'obelisco ricorda la Colonna di Alessandro, monumento situato nella Piazza del Palazzo e dedicato all'impresa del popolo russo contro l'avanzata di Napoleone nella campagna di Russia del 1812.

## Grande apertura dell'obelisco
L'inaugurazione dell'obelisco avvenne l'8 maggio 1985, alla vigilia del Giorno della Vittoria, e alla cerimonia presero parte migliaia di inviati da tutte le parti della città. Ai piedi dell'obelisco era presente una guardia d'onore, che consegnava gli stendardi della città e dell'oblast' di Leningrado coronati da ordini e stendardi di unità militari che si erano distinte nelle battaglie della seconda guerra mondiale.
La Piazza Vosstanija, la Prospettiva Nevskij e Ligovskij erano decorate con bandiere e striscioni. Per l'evento furono realizzati distintivi come souvenir, bandiere speciali, una medaglia commemorativa e cartoline.
Il diritto onorario di inaugurare l'obelisco fu concesso ai cittadini importanti, tra cui il direttore dell'Ermitage e accademico B. B. Piotrowski , il comandante della base navale di Leningrado e ammiraglio V. A. Samoilov, l'eroe dell'Unione Sovietica V. N. Charitonov, il due volte eroe del lavoro socialista V. S. Chicherov e altre figure della scienza, della cultura e dell'arte.
L'Orchestra consolidata del Distretto Militare di Leningrado ha intonato l'inno di Leningrado, le marce della Grande Guerra Patriottica e l'inno dell'Unione Sovietica.
La formazione solenne passò davanti all'obelisco era costituita da una compagnia della guardia d'onore e da soldati di tutti i gradi militari.
Ai piedi dell'obelisco, dei fiori furono deposti dagli abitanti di Leningrado, dai rappresentanti dei consolati generali e dal personale militare dei paesi alleati dell'URSS.

## Dimensioni del monumento

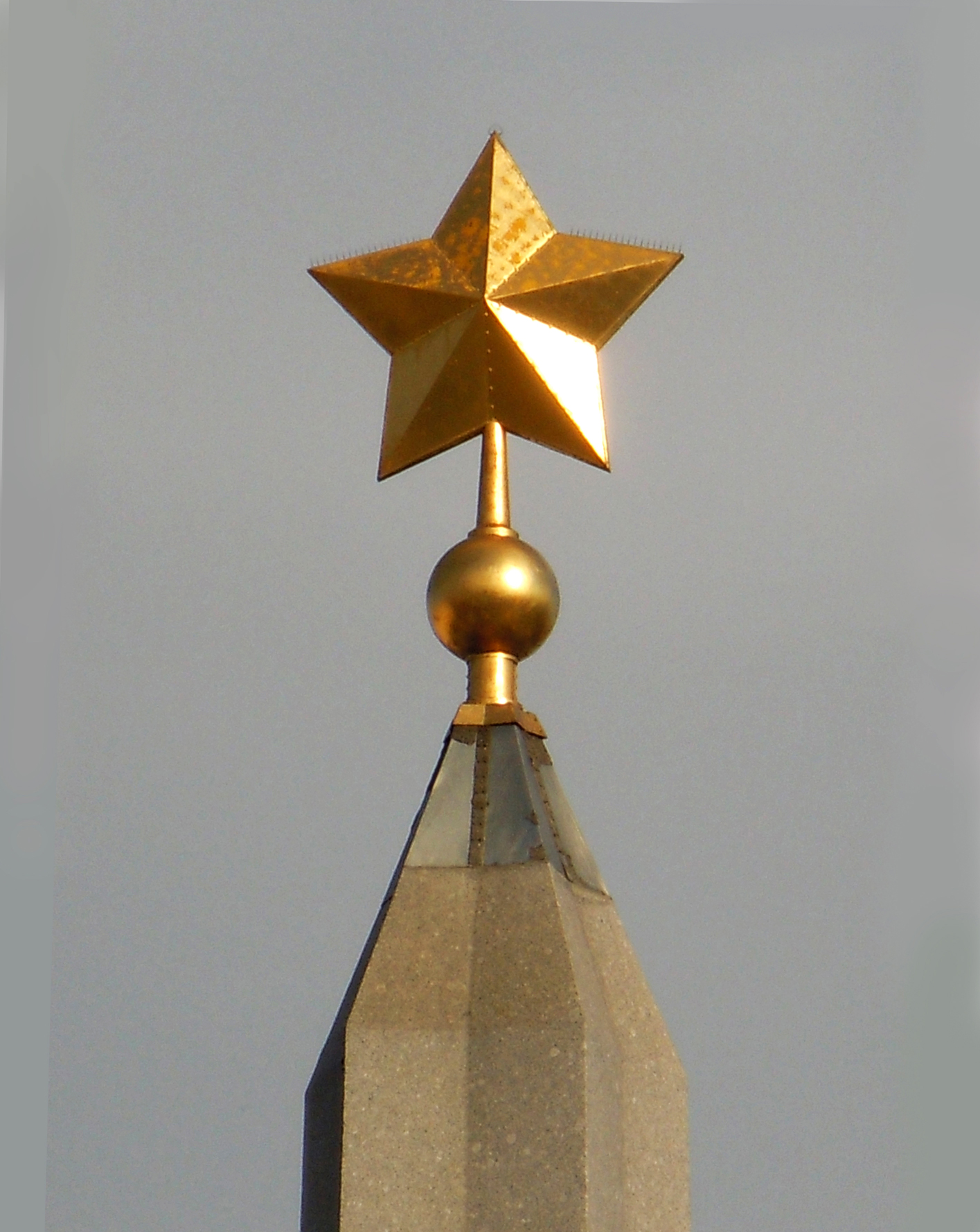
La stella.

L'installazione dell'obelisco richiese un'alta competenza di costruttori e montatori. Il monolito grezzo di granito fu estratto il 6 novembre 1983 nella cava Vozroždenie, vicino alla città di Vyborg, e aveva un peso di 2 200 tonnellate. L'elaborazione iniziale del monumento è stata effettuata nella cava, mentre il taglio e la lucidatura finali sono stati eseguiti a Leningrado in Piazza Vosstanija.
Il tronco centrale è alto 22,5 metri, con un piedistallo di circa 10 metri, e l'altezza totale dell'obelisco è di 36 metri. La base ha un diametro di 3,6 metri ed è larga 9 metri. Il peso della parte principale è di 360 tonnellate. Il peso totale del monumento è di 750 tonnellate. Il diametro della corona di bronzo è di 4,5 metri. L'altezza della cima con la stella è di 3,6 m.
Il diametro della "Stella d'oro" in acciaio inossidabile è di 1,8 m.
Alla base furono installate più di cinquanta pali di cemento armato.

## Curiosità
Nell'opera Sull'architettura dei giorni nostri, pubblicata nel 1835 in "Arabeschi", Nikolaj Gogol' scrisse:
(Nikolaj Gogol', Sull'architettura dei nostri tempi)
Come affermato dall'architetto V. S. Lukjanov , queste parole influenzarono in una certa misura sia la scelta del luogo dell'installazione del monumento sia la decisione compositiva e artistica dell'obelisco stesso.

## Bibliografia

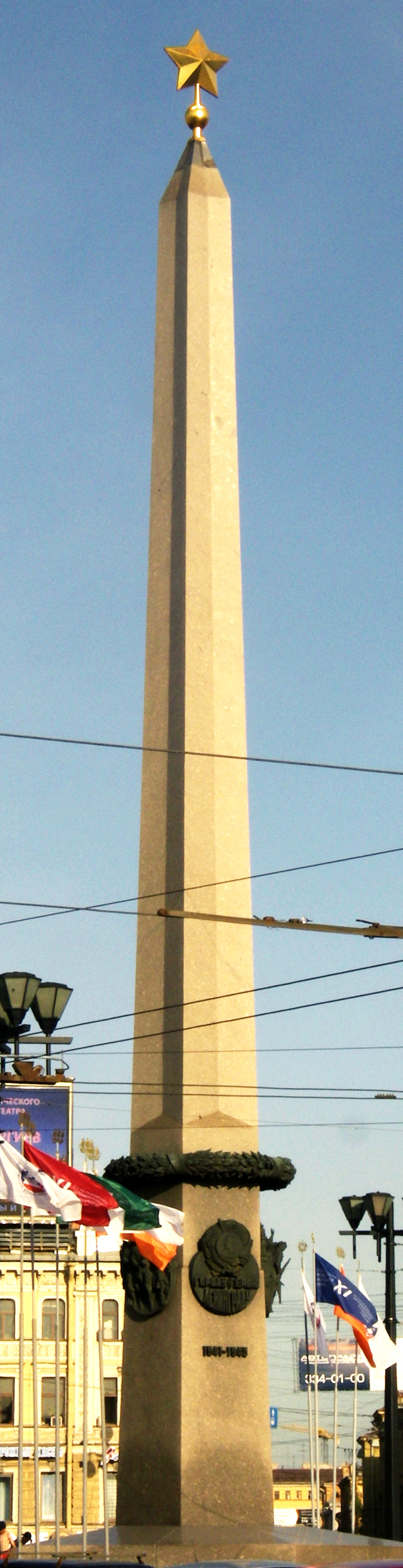
L'obelisco.